# Liste de batailles impliquant les Romains
Cette liste de batailles impliquant la Royauté romaine, la République romaine ou l'Empire romain, présentées dans l'ordre chronologique, n'est pas exhaustive. Seules figurent les batailles les plus célèbres et les plus importantes dans l'histoire romaine.

## VIIIesiècleav. J.-C.(selon la légende)
- 753-751 av. J.-C. - Bataille du lacus Curtius entre les Romains de Romulus et les Sabins[1].
- 748-746 av. J.-C.[2],[3] - Bataille de Fidènes où le premier roi de Rome, Romulus, défait Fidènes.
- 737-736 av. J.-C.[4] - Bataille de Cameria entre les Romains de Romulus et Camerium.
- 737-736 av. J.-C. - Guerre entre les Romains de Romulus et les Véiens[5].

## VIesiècleav. J.-C.
- 509 av. J.-C. - Bataille de Silva Arsia - Les Romains défont les Tarquinii et les Veii menés par le roi récemment déposé Tarquin le Superbe. Un des deux consuls romains, Lucius Junius Brutus, est tué pendant la bataille.
- 502 av. J.-C. - Bataille de Pometia (en) - Les Latins défont les Romains, un des deux consuls est gravement blessé.

## Vesiècleav. J.-C.
- 499 ou 496 av. J.-C. - Bataille du lac Régille - Une des premières victoires légendaires romaines sur la ligue de trente peuples latins. Selon la légende, les Romains l'emportent grâce à l'aide des Dioscures, Castor et Pollux.
- 477 av. J.-C. - Bataille du Crémère - La défaite et le massacre de la gens Fabia près de la rivière Crémère durant la première guerre de Véies.
- 458 av. J.-C. - Bataille du Mont Algide - Lucius Quinctius Cincinnatus, nommé dictateur, défait les Èques près du mont Algide.
- 446 av. J.-C. - Bataille de Corbione - Titus Quinctius Capitolinus Barbatus commande l'armée romaine et remporte une victoire sur les Èques et les Volsques.

## IVesiècleav. J.-C.
- 390 av. J.-C. - Sac de Rome - Prise de la ville par des Gaulois sénons commandés par Brennus.
- 321 av. J.-C. - Bataille des Fourches Caudines - Défaite romaine contre les Samnites au cours de la deuxième guerre samnite.

## IIIesiècleav. J.-C.
- 280 av. J.-C. - Bataille d'Héraclée - Victoire de Pyrrhus, roi d'Épire, venu au secours des cités grecques du sud de l'Italie menacées par Rome.
- 241 av. J.-C. - Bataille des îles Égades - Bataille navale et victoire décisive des Romains contre les Carthaginois lors de la première guerre punique.
- 218 av. J.-C. - Bataille de la Trébie - Bataille de la deuxième guerre punique, victoire de l'armée carthaginoise commandée par Hannibal Barca.
- 217 av. J.-C. - Bataille du lac Trasimène - Bataille de la deuxième guerre punique, victoire de l'armée carthaginoise commandée par Hannibal Barca.
- 216 av. J.-C. - Bataille de Cannes - Bataille de la deuxième guerre punique, victoire de l'armée carthaginoise commandée par Hannibal Barca.
- 202 av. J.-C. - Bataille de Zama - Bataille de la deuxième guerre punique, victoire de l'armée romaine commandée par Scipion l'Africain.

## IIesiècleav. J.-C.
- 197 av. J.-C.  -  Bataille de Cynoscéphales - Victoire de Flamininus contre l'armée macédonienne de Philippe V.
- 190 av. J.-C.  -  Bataille de Magnésie du Sipyle - Victoire de Scipion l'Asiatique contre l'armée séleucide d'Antiochos III.
- 168 av. J.-C.  -  Bataille de Pydna - Victoire des Romains commandés par Paul Emile contre les Macédoniens commandés par le roi Persée.
- 149 av. J.-C.  -  Bataille de Carthage - Victoire ultime des Romains contre les Carthaginois.
- 102 av. J.-C.  -  Bataille d'Aix - Victoire de Marius contre les Teutons.
- 101 av. J.-C.  -  Bataille de Verceil - Victoire de Marius contre les Cimbres.

## Iersiècleav. J.-C.
- 86 av. J.-C.  -  Bataille de Chéronée - Victoire de Sylla, en Grèce, contre le royaume du Pont.
- 86 av. J.-C.  -  Bataille d'Orchomène - Victoire de Sylla, en Grèce, contre le royaume du Pont.
- 58 av. J.-C.  -  Bataille de Bibracte - Victoire de Jules César contre les Helvètes dans le cadre de la guerre des Gaules.
- 58 av. J.-C.  -  Bataille de l'Ochsenfeld - Victoire de Jules César contre les Suèves d'Arioviste.
- 53 av. J.-C.  -  Bataille de Carrhes - Les armées romaines du triumvir Marcus Licinus Crassus sont écrasées par les Parthes de Suréna.
- 52 av. J.-C. - Bataille de Gergovie - Victoire des Gaulois de Vercingétorix contre Jules César qui assiègent l'oppidum.
- 52 av. J.-C. - Siège d'Alésia - Victoire décisive Jules César contre Vercingétorix encerclé dans l'oppidum.
- 48 av. J.-C. - Bataille de Pharsale - Victoire de Jules César, en Grèce, contre  Pompée dans le cadre de la guerre civile de César.
- 45 av. J.-C. - Bataille de Munda - Victoire décisive de Jules César, en Espagne, dans le cadre de la guerre civile de César.
- 42 av. J.-C. - Bataille de Philippes - Victoire de Marc Antoine et Octavien, en Macédoine, contre  Brutus et Cassius dans le cadre de la guerre civile des Libérateurs.
- 31 av. J.-C. - Bataille d'Actium - Bataille navale dans le cadre de la dernière guerre civile de la République romaine, victoire décisive d'Octavien contre Marc Antoine.

## Iersiècle
- 9 - Bataille de Teutobourg - Défaite et disparition des légions commandées par Varus contre une coalition de tribus germaniques commandées par Arminius.
- 43 - Bataille de Medway - Claude et son général Aulus Plautius défont une confédération de Bretons.
- 50 - Bataille de Caer Caradoc - Le chef breton Caratacos est vaincu et capturé par l'armée romaine de Publius Ostorius Scapula.
- 69 - Bataille de Bedriacum - Année des 4 empereurs. Victoire de Vitellius sur Othon.
- 70 - Siège de Jérusalem - Prise de la ville par Titus dans le cadre de la première guerre judéo-romaine.
- 82 - Bataille du mont Graupilus- Les Pictes (ou Calédoniens de Calgacus) sont vaincus par l'armée romaine de Cnaeus Julius Agricola.

## IIesiècle
- 101 ou 102 - Bataille d'Adamclisi - Victoire romaine décisive lors des guerres daciques de Trajan.
- 194 - Bataille d'Issos - Victoire de l'empereur Septime Sévère contre l'usurpateur Pescennius Niger en Syrie.

## IIIesiècle
- 260 - Bataille d'Édesse - Défaite de l'empereur Valérien contre les Sassanides.
- 268 - Bataille de Naissus - Victoire de l'empereur Gallien contre les Goths en Mésie.
- 298 - Bataille de Langres - Victoire décisive des Romains commandés par Constance Chlore contre les Alamans.

## IVesiècle
- 312 - Bataille du pont Milvius - Victoire de l'empereur Constantin contre son rival Maxence.
- 363 - Bataille de Samarra - Défaite de l'empereur Julien l'Apostat contre les Sassanides de Chapour II.
- 378 - Bataille d'Andrinople - Victoire des Goths contre l'empereur Valens.

## Vesiècle
- 451 - Bataille des champs Catalauniques - Victoire d'une coalition romaine et germanique commandée par Aetius contre les Huns d'Attila.